# Турбонасосный агрегат

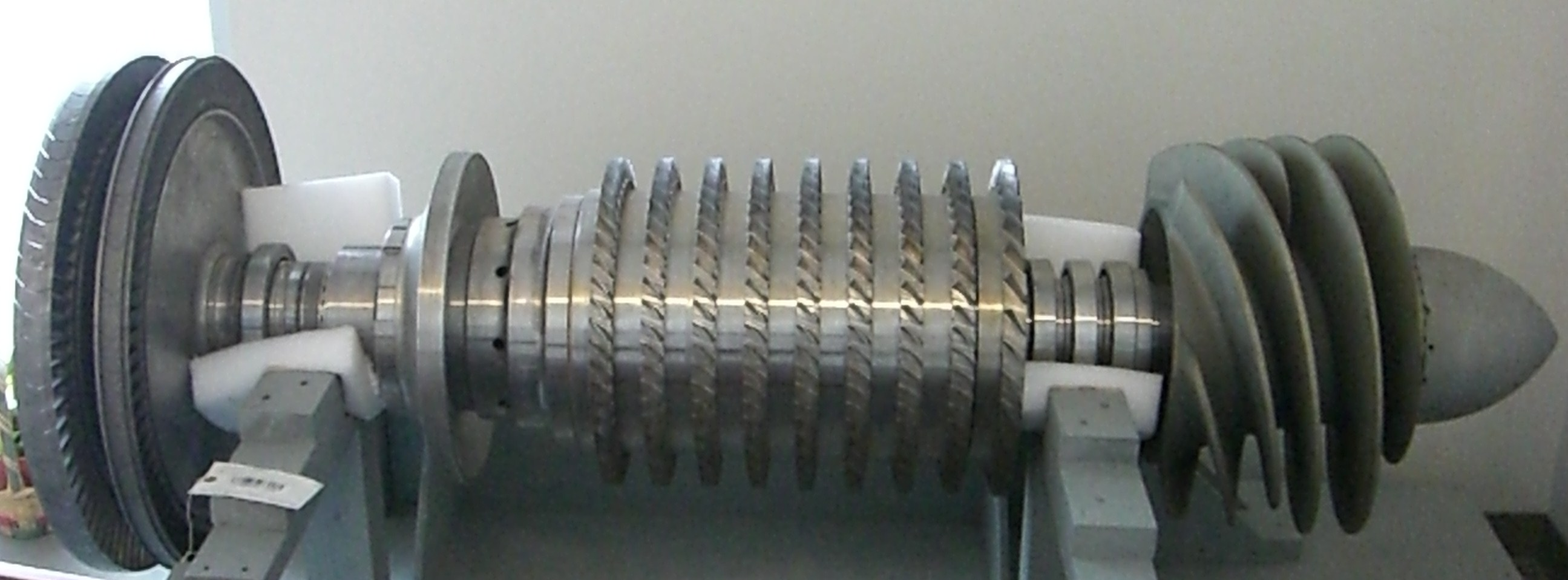
ТНА американского ЖРД M-1

Турбонасосный агрегат (сокращённо — ТНА) — агрегат системы подачи жидких компонентов ракетного топлива или рабочего тела в жидкостном ракетном двигателе или жидкого топлива в некоторых авиационных двигателях (например, в прямоточном воздушно-реактивном двигателе).
Турбонасосный агрегат состоит из одного или нескольких насосов, приводимых от газовой турбины (парогазовой). Рабочее тело турбины обычно образуется в газогенераторах или парогазогенераторах. Жидкостные ракетные двигатели с турбонасосным агрегатом (с насосной подачей топлива) применяются в ракетах-носителях космических аппаратов и баллистических ракетах. ТНА двигателя используется для подачи компонентов топлива из баков в камеру сгорания ЖРД. В современных двигательных установках основным источником мощности для привода ТНА является газовая турбина, часто очень большой мощности, с высокими параметрами рабочего тела.
В авиации
Турбонасосные установки (ТНУ) применяются на некоторых типах самолётов в качестве дополнительного или аварийного источника энергии в гидросистемах — например, на Ту-144, Ил-86, Ан-124 и др. ТНУ состоит из турбины, приводимой сжатым воздухом от компрессора двигателя или вспомогательной силовой установки, и гидронасоса. 
ТНУ используется для создания давления в гидросистеме на земле или в полёте, когда не работает (не запущен или отказал) авиадвигатель, приводящий основной насос этой гидросистемы. Например, на самолёте Ан-124 две установки ТНУ-86А стоят в гидросистемах №2 и №3, и давление в них можно создать забором воздуха от компрессоров работающих ВСУ ТА-12, а давление в системах №1 и №4 можно создать с помощью гидравлических трансформаторов НС-53, используя давление в системах №2 и №3. 

## Другие области применения
ТНА применяются также в сферах, не связанных с аэрокосмической, в частности, в энергетике и добывающей промышленности.